# Onthophagus pyramidalis
Onthophagus pyramidalis är en skalbaggsart som beskrevs av Johann Christoph Friedrich Klug 1855. Onthophagus pyramidalis ingår i släktet Onthophagus och familjen bladhorningar. Inga underarter finns listade i Catalogue of Life.